# Stefanos Kotsolis
Stefanos Kotsolis (Atenas, 05 de junho de 1979) é um futebolista profissional grego, goleiro que atua no Panathinaikos.

## Títulos
Panathinaikos
- Campeonato Grego: 2003–04
- Copa da Grécia: 2004, 2013–14

Larissa
- Copa da Grécia: 2006–07

Omonia
- Campeonato Cipriota: 2009–10
- LTV Super Cup: 2010